# Fredy Rüegg
Alfred «Fredy» Rüegg (* 7. Mai 1934 in Zürich; † 24. April 2010 in Affoltern am Albis) war ein Schweizer Radrennfahrer.

## Leben
Fredy Rüegg war gelernter Möbelschreiner; durch seine Fahrten zur Arbeit mit dem Rad über 24 Kilometer kam er zum Radsport, den er seit 1952 betrieb. Bereits ein Jahr später gelang ihm die Qualifikation für die damalige A-Klasse der Amateure in der Schweiz. 1954 war er aus beruflichen Gründen nicht aktiv, im Folgejahr wurde er dann Zweiter der Landesmeisterschaft. Als Amateur gehörte er dem RV Höngg an.
In seiner aktiven Zeit als Radsportler von 1952 bis 1967 wurde er elfmal Schweizer Meister auf Strasse und Bahn. In der international stark besetzten 9-Provinzen-Rundfahrt in Belgien gewann er 1958 eine Etappe. 1959 siegte er in der Vier-Kantone-Rundfahrt der Amateure. 1960 gewann er die Tour de  Suisse und eine Etappe der Internationalen Afri-Cola Deutschland-Rundfahrt. 1961 nahm er an der Tour de France teil und belegte Platz 12 der Gesamtwertung. 1957 hatte er zudem den Giro del Mendrisiotto gewonnen. Ausserdem gewann er ein Paarzeitfahren in Le Locle gemeinsam mit seinem Bruder Walti, der 1965 bei einem Autounfall ums Leben kam. 1959 löste er eine Lizenz als Unabhängiger, um so auch an den Rennen der Berufsfahrer teilnehmen zu können. An den UCI-Strassen-Weltmeisterschaften nahm er mehrfach teil, konnte sich aber nie ganz vorn platzieren, noch als Amateur wurde er 1958 35. des Championats.
Dreimal stellte Fredy Rüegg Stunden-Weltrekorde auf, am 16. November 1958 noch als Amateur über 45,587 Kilometer, als Profi am 27. Dezember 1959 über 45,843 Kilometer sowie am 2. Januar 1962 über 46,819 Kilometer, wobei er auch den Weltrekord über 20 Kilometer verbesserte. Alle Rekordfahrten fanden im Zürcher Hallenstadion statt.
Bei den UCI-Bahn-Weltmeisterschaften 1967 ergab eine Dopingprobe bei ihm ein positives Ergebnis. Er wurde daraufhin von der WM ausgeschlossen und gesperrt, dies nahm er zum Anlass, seine Laufbahn zu beenden. In 9 Profi-Jahren hatte er jedes Jahr die Tour de Suisse bestritten. Siebenmal fuhr er die Tour de Romandie, viermal den Giro d’Italia, zweimal die Tour de France.

## Berufliches
1967 trat Rüegg vom aktiven Radsport zurück und gründete 1974 die Firma «Fredy Rüegg Velo-Sport» in Affoltern. Bekannt war sein Spruch: «Für ën Schriiner bouen ich sehr schööni Velorähme».